# Kulturerbe Bayern

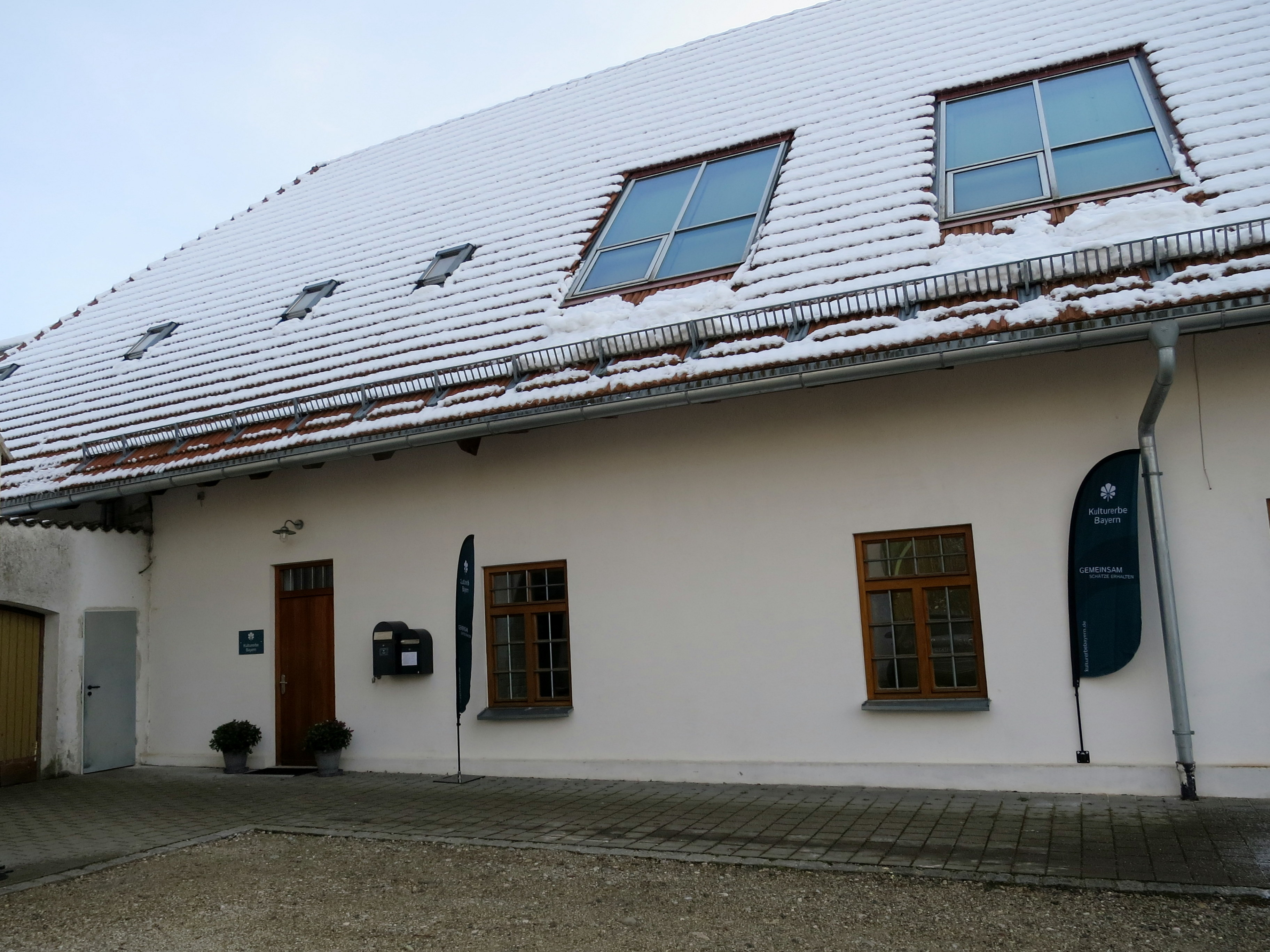
Geschäftsstelle Kulturerbe Bayern in Sulzemoos

Kulturerbe Bayern ist eine gemeinnützige Initiative, die gebautes, gewachsenes und gelebtes Kulturerbe in Bayern erhält und erlebbar macht. Sie besteht aus einem gemeinnützigen Verein und einer gemeinnützigen Stiftung des bürgerlichen Rechts, die zusammen den bayerischen „National Trust“ bilden – als breit aufgestelltes, bürgerschaftliches Fundament, auf dem Kulturgüter aktiv für die Zukunft erhalten werden. Sitz von Verein und Stiftung ist München, die Geschäftsstelle befindet sich seit Mai 2024 in der Residenz in München. Die Initiative wurde als bleibender Beitrag anlässlich des 100. Geburtstags des Freistaates Bayern und des Europäischen Kulturerbejahres 2018 ins Leben gerufen und lädt die Menschen zur Beteiligung ein.

## Geschichte
Die Erhaltung von Kulturgütern durch Bürger hat in Bayern eine lange Tradition und hat auch wesentlich die Entwicklung des Kulturstaatsprinzips befördert. So sind der Schutz der natürlichen Lebensgrundlagen und der kulturellen Überlieferung laut Bayerischer Verfassung von 1946 Verfassungsauftrag. Demnach sollen die Denkmäler der Kunst, der Geschichte und der Natur, die Landschaft sowie kennzeichnende Orts- und Landschaftsbilder geschützt, erhalten und gepflegt werden.
Trotz vorbildlicher gesetzlicher Vorgaben (wie beispielsweise dem am 1. Oktober 1973 in Kraft getretenen Bayerischen Denkmalschutzgesetz des Freistaats Bayern) und beratender, unterstützender und fördernder Maßnahmen der öffentlichen Hand sowie weiterer Fördereinrichtungen (wie der Bayerischen Landesstiftung und der Deutschen Stiftung Denkmalschutz) stoßen die Eigentümer von Kulturgütern oftmals an Grenzen, sodass bis in die Gegenwart hinein vielfach der Verlust wertvoller Kulturgüter zu bedauern ist.
Um vor diesem Hintergrund einen konkreten Beitrag zur Erhaltung von Kulturgütern in Bayern zu leisten und möglichst viele Menschen an der Erhaltung und der Nutzung der Kulturgüter teilhaben zu lassen, entstand die Idee, einen National Trust für Bayern zu gründen. Dieser wurde als Kulturerbestiftung konzipiert, die wertvolle Kulturgüter – insbesondere historische Gebäude und Kulturlandschaftsteile – als Treuhänderin in ihr Eigentum übernimmt, um sie unter breiter Beteiligung der Menschen gemeinschaftlich auf Dauer zu erhalten und erfahrbar zu machen.
Die Idee reifte beim Bayerischen Landesverein für Heimatpflege und fand zügig viele Unterstützer. Der Bayerische Landtag fasste einstimmig einen Beschluss, wonach die Übertragbarkeit des „National-Trust-Modells“ auf Bayern geprüft werden sollte. Im Zuge dessen gründete sich im Jahr 2015 der Verein Kulturerbe Bayern e.V., den auch die drei Sprecher des Denkmalnetzes Bayern mitbegründeten. Der Beschluss einer staatlichen Anschubfinanzierung durch den Bayerischen Landtag folgte. Von Beginn an unterstützten das Bayerische Staatsministerium für Bildung und Kultus, Wissenschaft und Kunst und das Bayerische Landesamt für Denkmalpflege die Initiative.
Vorrangige Aufgabe des Vereins war es in der Gründungs- und Aufbauphase, die Initiative in der breiten Öffentlichkeit bekanntzumachen, erste Projekte durchzuführen, einen Stamm ehrenamtlicher Helfer aufzubauen und die Gründung der Stiftung Kulturerbe Bayern vorzubereiten. Am 5. November 2018 war dieses Ziel erreicht: Acht Gründungsstifter errichteten anlässlich des 100. Geburtstags des Freistaats Bayern die Stiftung und statteten sie als Startkapital mit einer Summe von 200.000 Euro aus ihrem privaten Vermögen aus. Dies gilt als Einladung, das Grundstockkapital durch Zustiftungen zu erhöhen, um die Ziele immer wirksamer verfolgen zu können. Die Kapitalerträge des dauerhaft erhalten bleibenden Grundstockvermögens helfen mit, die Aktivitäten der Stiftung auf Dauer zu ermöglichen. Die Errichtung der Stiftung versteht die Initiative auch als nachhaltig wirksamen Beitrag zum Europäischen Kulturerbejahr 2018, das unter dem Motto „Sharing heritage“ stand. Verein und Stiftung verfolgen ihre Ziele gemeinsam.
Um sich einem breiten Publikum bekanntzumachen und zur Beteiligung einzuladen, stellte sich die Initiative im Verlauf des Jahres 2018 in allen bayerischen Regierungsbezirken im Rahmen von Auftaktveranstaltungen vor. Bei den in historischen Gebäuden stattfindenden Veranstaltungen stand das bürgerschaftliche Engagement für die Erhaltung des gebauten und gewachsenen Erbes im Fokus. Prominente Interviewgäste machten die Bereicherung erlebbar, die damit einhergeht.

## Verein
Der Verein ist ein gemeinnütziger Verein mit einer Satzung und den vorgeschriebenen Organen und verfolgt folgende Ziele:
- Aktive Erhaltung des gebauten und kulturlandschaftlichen Erbes Bayerns und seine Sicherung für die Zukunft – wenn andere gesellschaftliche Kräfte dazu nicht in der Lage sind.
- Erwerb gefährdeter Bauten, Gärten, Parks, Kulturlandschaftsteilen und ähnlichen Liegenschaften.
- Stärkung funktionierender Nutzungen oder behutsame Zuführung einer passenden neuen lebendigen Nutzung.
- Förderung des Engagements der Menschen für die Kulturschätze Bayerns – und Gewinnung zur Mitwirkung.
- Enge Zusammenarbeit mit den Menschen in den Regionen.
- Einwerben von Spenden und Zustiftungen für die Finanzierung der Aufgaben.
- Offenes Kulturgut, die Gebäude und Liegenschaften sollen den Menschen offenstehen – sei es als Hotel, Dorfladen oder als Wohnraum.

## Stiftung
Die Stiftung Kulturerbe Bayern sorgt für den dauerhaften Erhalt der Liegenschaften und des Stiftungskapitals. Ihr Vermögen kann jederzeit durch Zustiftungen erhöht werden. Dabei wird so vorgegangen, dass historische Grundstücke und Liegenschaften in Bayern in dauerhaftes Eigentum übernommen, Nutzungskonzepte erstellt und fachgerechte Sanierungen veranlasst werden. Ziele sind die lebendige Nutzung von Gebäuden und Liegenschaften und eine Zusammenarbeit mit Mietern und Pächtern auf Grundlager klarer Nutzungsvorgaben. Finanzielle Überschüsse fließen in laufende oder neue Projekte. Die Stiftung finanziert ihre Aufgaben aus den Erträgen, den Spenden, den Fördermitteln und den Einnahmen aus Aktionen.
Als breit aufgestellter bürgerschaftlicher Partner unterstützt der Verein die Tätigkeiten der Stiftung mit seinen Mitgliedern und mit konkreten Hilfen.

## Projekte

### Judengasse 10 in Rothenburg ob der Tauber
Das Gebäude „Judengasse 10 mit der Nummer: D-5-71-193-241 in Rothenburg ob der Tauber“ (siehe Liste der Baudenkmäler in Rothenburg ob der Tauber) ist das erste Projekt von Kulturerbe Bayern.
Das spätmittelalterliche Wohnhaus mit einzigartigen historischen Ausstattungsmerkmalen soll unter möglichst breit angelegter Beteiligung der Menschen in Bayern denkmalgerecht instand gesetzt und mit einer attraktiven und lebendigen Nutzung dauerhaft erhalten werden.
„Das ist das Haus mit der mittelalterlichen jüdischen Mikwe, sicherlich nicht die einzige in Deutschland, aber doch eine kulturgeschichtliche Rarität ersten Ranges. Beide Wohneinheiten 10 und 12 bilden zusammen ein Doppelhaus aus der Zeit um 1400 mit gemeinsamem Dachstuhl und insgesamt noch in großem Umfang erhaltener ursprünglicher Bausubstanz, das eigentlich nur sinnvoll saniert werden kann, wenn es einem einzigen Eigentümer gehört. Ermöglicht wurde der Kauf durch großherzige finanzielle Zuwendungen von Vereinsmitgliedern.“

### Schloss Erkersreuth (Selb)
2020 erwarb Kulturerbe Bayern aus privaten Zuwendungen das Schloss Erkersreuth (Selb) mit Nebengebäuden, um es für die Allgemeinheit zu bewahren und einer öffentlichen Nutzung zuzuführen. Bei dem Schloss handelt es sich um die Gründungsstätte der Firma Rosenthal und um den einstigen Wohnsitz des Porzellanunternehmers Philip Rosenthal. Seit Übernahme des Porzellanschlosses durch die Stiftung Kulturerbe Bayern arbeitet die Initiative intensiv an einem langfristig tragfähigen Nutzungskonzept und dessen Finanzierung. Mit einem überzeugenden Konzept der Initiative, das als Ziel die Entstehung eines KulturCampus als Motor für die Region hat, konnten erste Förderer gewonnen werden.

### Berggasthof Streichen in Schleching
Um den unverfälschten Erhalt und die öffentliche Zugänglichkeit sicherzustellen, erwarb die Stiftung Kulturerbe Bayern im Juli 2021 zusammen mit der Yvonne und Thomas Wilde Familienstiftung den Berggasthof Streichen in der Gemeinde Schleching. Die Streichenfreunde, die sich bereits zuvor als Interessengemeinschaft zusammengefunden hatten, gründeten sich daraufhin als Ortsgruppe unter dem Dach des Vereins Kulturerbe Bayern, um die behutsame Instandsetzung und künftige Nutzung zu unterstützen.
2024 startete Kulturerbe Bayern die Instandsetzung des Berggasthof Streichen, die Ende 2025 abgeschlossen werden soll. Danach wird der Traditionsort wieder für die Öffentlichkeit geöffnet werden. Die Realisierung des Projektes fußt auf privaten Spenden sowie privaten und staatlichen Förderungen.

## Kulturerbe Bayern-Botschafter
Mit der Ernennung zum Botschafter würdigt Kulturerbe Bayern Menschen, die persönlich in besonderem Maße die Ziele der Initiative verfolgen und umsetzen. Eigeninitiative und überdurchschnittliches Engagement bei der Bewahrung und Instandsetzung von Kulturgütern wie denkmalgeschützten Gebäuden, Parks oder Gärten sowie die Verwirklichung nachhaltiger Nutzungskonzepte für diese und der Einsatz zur Bewahrung und Pflege des immateriellen Kulturerbes zählen zu den ausschlaggebenden Punkten bei der Ernennung.
Bislang zeichnete Kulturerbe Bayern mehrere Prominente als Botschafter aus und würdigte damit deren persönliches Engagement und Einsatz zur Erhaltung materieller und immaterieller Kulturgüter.
- Als erste Kulturerbe-Botschafter wurden die Schauspieler Volker Heißmann und Martin Rassau, bekannt als Waltraud und Mariechen, ausgezeichnet. Im Juni 2018 wurde das fränkische Komödianten-Duo für sein Engagement bei der Erhaltung der Fürther Volksbildungsstätte Berolzheimerianium gewürdigt,[6] in dem seit 1998 die Comödie Fürth beheimatet ist.
- Musiker und Komponist Hans-Jürgen Buchner, Frontmann der Band Haindling, erhielt im Juli 2018 die Auszeichnung als Kulturerbe Bayern-Botschafter. Sein persönliches Engagement gemeinsam mit seiner Frau bei der Rettung und Instandsetzung eines 400 Jahre alten Wirtshauses in Haindling bei Geiselhöring in Niederbayern ermöglicht eine vielseitige Nutzung des Gebäudes.[7]
- Ebenfalls im Juli 2018 als Kulturerbe-Botschafter ernannt wurde der Kabarettist Urban Priol. Zusammen mit ehrenamtlichen Helfern und eigens dafür gegründeten bürgerschaftlichen Initiativen und Fördervereinen konnte er die ehemalige Orangerie im Aschaffenburger Park Schöntal, in der sich seit 1998 das Kabarett im Hofgarten[8] befindet, denkmalgerecht instand setzen und wieder mit Leben füllen.
- Die Volksschauspielerin Monika Baumgartner wurde im November 2018 als Kulturerbe-Botschafterin berufen.[9] Sie möchte die Ideen von Kulturerbe Bayern, gebautes und gewachsenes Kulturerbe in Bayern gemeinschaftlich zu erhalten, weitertragen und möglichst viele Menschen davon begeistern.